# 郷里大輔
郷里 大輔（ごうり だいすけ、1952年2月8日 - 2010年1月17日）は、日本の声優、ナレーター、俳優。本名・旧芸名は、長堀 芳夫（ながほり よしお）。東京都江東区出身。青二プロダクションに所属していた。

## 生涯
東京都立化学工業高等学校、テレビタレントセンター東京校卒業。

### 声優になるきっかけ
レストランのニュートーキョーで皿洗いのアルバイトをしながら「これからどうしようか」と考えていたところ、偶然夕刊に黒沢良が設立した声優学校の記事が載っており、それを読んだ時「僕は勉強が得意じゃなかったけど、本を朗読することはいつも褒められたな。なら、声優という世界は自分に合っているかもしれない」と気が付いたのが声優を始めたきっかけだという。当時は舞台役者から声優業を始める人物が多かったが、自分は声優をやりたくて仕事を始めたと語っている。
記事に掲載されていた声優学校の試験を1年間待っていたが、結局その学校は翌年募集がなかったため、テレビタレントセンターの養成所へ行き、永井一郎に演技のイロハを教わる。

### キャリア
新人時代よりデビュー後しばらくは、当時同期だった井上和彦と一緒にアルバイトを掛け持ちしながら活動する。二人で原稿を作って台詞やナレーションの勉強をしたり、ラジオドラマを作ってラジオ局へ送ったりしていた。二人ともあまり芝居の経験がなかったため、「いやー芝居って何だろうね井上ちゃん」「わかんないよね。でもあの人上手いよね。何で上手いんだろうね」と話しながらカセットテープにラジオやテレビのセリフを録音して台本を作って練習したりなど、研究していた。井上は後年「彼がいなかったら、たぶん声優にはなっていなかったと思います」と振り返っている。
アニメのデビュー作は、1973年に放送された『キューティーハニー』でのナレーション。
1979年、『機動戦士ガンダム』にてドズル・ザビを演じる。以降は本人いわく「ケダモノ役」が専門になったという。
吉沢演劇塾、江崎プロダクションを経て、青二プロダクションに所属した。
デビュー当初から吹き替えが中心だったが、青二への移籍後は初めてナレーションを務めた。また、着ぐるみをかぶってのテレビ出演、歌の披露などを経験することが多かったという。
2008年、俳優として山田洋次監督作品『母べえ』に出演した。

### 死去
2010年1月17日午後3時頃、東京都中野区本町の路上で、腕や手首などから血を流し倒れているところを通行人に発見され、死亡が確認された。現場付近には、家族宛てに「ごめんね」「ありがとう」などと書かれた走り書きのメモやカッターナイフがあったことから、自殺による失血死とみられている。57歳没。所属する青二プロダクションからは、死因が急性心不全と発表された。死の数年前から糖尿病を患い、網膜剥離を併発して視力が極端に低下したことで悩んでいたといい、仕事の度に「台本が読めない。思うように仕事ができない」と愚痴をこぼしていたという。
葬儀は遺族の意思により密葬にて執り行われ、3月1日に偲ぶ会が行われた。

## 人物
趣味は義太夫、ジャズを聴くこと。1990年の時点では盆栽にも興味があるという。
既婚者で子供がいた。

### 特色
太く迫力ある声に定評があり、悪役や豪放・豪傑な人物、大柄で筋肉質なキャラクターを演じることが多い。
本人によると、多く担当する「強いケダモノ系のキャラクター」を演じる際は強さだけを表現するだけではなく、その中にも愛情や苦しみなど複雑な面があることを意識してを演じていたという。
ゴツい役の他、『サクラ大戦』のミュージカルでオカマ役や『機動警察パトレイバー』の山崎ひろみなど気弱な役も演じている。オカマ役を演じる機会も意外と多いという。
テレビ番組やCMなどのナレーションの仕事も数多く手掛けていた。

### エピソード
演じることの多い悪役のイメージとは対照的に、温和で非常に優しい性格である。しかし本気で怒らせると非常に怖かったという。自分の地は「すごく恥ずかしがり屋で気弱」とのことで、そういう部分を隠すためにドズル・ザビのような強い役をやってみたいという。
美形の役を演じたいという願望があったようで、『機神咆吼デモンベイン』でカリグラを演じた際は当初「今回も美形じゃないのか、ハ〜〜〜〜」と残念がっていた。
小学生の頃までは高い声だった。高校3年の時に低い声の友達がおり、「いい声だなぁ。俺もそういう声になりたいよ」と言うと「自分だって声が低いじゃないか」と返され、気付かないうちに声変わりで低くなっていたという。
19歳の頃に研究開発の仕事をしていた。
声の仕事の他、舞台活動も行っており、テレビでは大きな声を出してもボリュームを絞られたり現場でミキサーに抑えられたりするが、舞台は大きな声がそのボリュームのまま伝わり、また自分なりに色んな工夫もできて直接反応も受けられるため舞台も好きだという。
野沢雅子によると「本人もがっちりしていてゴツいイメージがある」といい、「芸名を長堀芳夫から郷里大輔に変更しようと思うんです。」と改名の相談をされたところ、野沢は彼のイメージから「なに？ ゴリラ？ じゃないよね。なんていうの？」と聞き返してしまったという。
声優の井上和彦とは、養成所で会って以来の親友同士で、デビュー前や新人時代の数年間は同じ場所でアルバイトをしていた。2人で接客をしながら発声練習をするなど共によく勉強をしたといい、念願の共演を果たした際は焼鳥屋で2人して泣きながら呑んだという。なお、郷里と井上は様々な作品で多数共演しており、収録スタジオで会う度に談笑していたという。
同じ事務所の古川登志夫からは「ゴッチ」の愛称で呼ばれていた。古川が主宰していた劇団青杜の「うさぎはねている」公演時には、忙しい仕事の合間を縫って客演したという。
羽佐間道夫からは「ゴーリー」の愛称で呼ばれていた。羽佐間は郷里について「若山弦蔵と並ぶ日本人離れした声の持ち主」と評しており、『ミッドナイト・ラン』で共演した際の演技についても「素晴らしかった」と絶賛していた。また、羽佐間は自身の当たり役として有名な『ロッキー』シリーズのシルベスター・スタローンの吹き替えに関しても「もしキャスティングし直せるなら、ゴーリーにやらせたかった」とも語っていた。

### 死去の影響
突然の訃報は、多くのファンに衝撃を与えた。数日前の1月13日には、多数の作品で共演した同事務所所属だった田の中勇も死去していたため、相次ぐ訃報であったことも大きな影響を与えたという。
『ドラゴンボールZ』でミスター・サタンの娘ビーデルを演じた皆口裕子は、「もしも『ドラゴンボール改』が続いて、ビーデルを演じる時が来たとしても…郷里さんがミスターサタンじゃないなら、私もビーデルやりたくないと泣き、みんなを困らせました」と、自身のブログで心境を吐露している。
『ビートたけしのTVタックル』では、2010年1月25日放送のエンディングで、同番組のナレーションを務めていた郷里の死去に対するお悔やみの言葉を添えて放送した。
『クレヨンしんちゃん』では双葉商事の部長を演じていたが、郷里の死後約5年間は台詞なしでの登場、もしくは名前のみでの登場となった（2015年公開の劇場版23作目と同年6月以降のテレビアニメ版からは大友龍三郎が担当している）。
郷里が複数役で出演していた『スターフォックス64』では、リメイク版の『スターフォックス64 3D』で郷里の死去を理由にキャストが総入れ替えされた。
『週刊プレイボーイ』2010年2月22日号では、同誌連載の『キン肉マンII世 究極の超人タッグ編』の扉ページに、アニメ版にて郷里の持ち役だったロビンマスクが掲載された。原作者ゆでたまごのうち原作を担当する嶋田隆司は「唯一無二の声優だっただけに、わたしの心に穴がポッカリあいてしまいましたが、これからも誠心誠意ロビンを描いていくことを誓います」と、自身のブログで発表した。
「戦国無双シリーズ」では、郷里がナレーターや武田信玄役を務めた『戦国無双3』の公式サイトで追悼のメッセージが掲載された。
ラジオ番組『YAGアニメラボ』（ニッポン放送）が行った2010年3月31日の公開録音にて、同局アナウンサーの吉田尚記の私物をプレゼントする企画では、ゲーム『ヴィーナス&ブレイブス〜魔女と女神と滅びの予言〜』のサイン入り台本がプレゼントされるはずだったが、観客や吉田の意思を尊重し、郷里のサイン入り台本のみ除外された。

## 後任
郷里の死後、持ち役・ナレーションを引き継いだ人物は以下の通り。ただし、声優を総入れ替えした作品については対象外としている。
| 後任         | 役名                             | 作品                                      | 後任の初担当作品                                       |
| ------------ | -------------------------------- | ----------------------------------------- | ------------------------------------------------------ |
| 今村直樹     | ナレーション                     | 『ビートたけしのTVタックル』              | 2010年1月25日放送回                                    |
| 銀河万丈     | ナレーション                     | 『アナタの名字SHOW』                      | 第2回                                                  |
| 銀河万丈     | ナレーション                     | 『ビートたけしのTVタックル』              | 2010年4月放送回                                        |
| 銀河万丈     | かぜこんこん                     | 『それいけ!アンパンマン』                 | 第1190話                                               |
| 大友龍三郎   | バジル                           | 『キディ・ガーランド』                    | 第19話                                                 |
| 大友龍三郎   | ドンカエン                       | 『トミカヒーロー レスキューファイアー』   | 第48話                                                 |
| 大友龍三郎   | ポルンガ                         | 「ドラゴンボールシリーズ」                | 『ドラゴンボール改』第51話                             |
| 大友龍三郎   | コルド大王                       | 「ドラゴンボールシリーズ」                | 『ドラゴンボール改』第55話                             |
| 大友龍三郎   | 牛魔王                           | 「ドラゴンボールシリーズ」                | 『ドラゴンボール改』第55話                             |
| 大友龍三郎   | 閻魔大王                         | 「ドラゴンボールシリーズ」                | 『ドラゴンボール改』第129話                            |
| 大友龍三郎   | 武田信玄                         | 「戦国無双シリーズ」                      | 『戦国無双3 猛将伝』                                   |
| 大友龍三郎   | ブルル                           | 『かいけつゾロリ』                        | 『映画かいけつゾロリ だ・だ・だ・だいぼうけん!』       |
| 大友龍三郎   | ローズ / タケシ                  | 『クレヨンしんちゃん 暗黒タマタマ大追跡』 | 『クレヨンしんちゃん 嵐を呼ぶ カスカベ映画スターズ!』  |
| 大友龍三郎   | 部長                             | 『クレヨンしんちゃん』                    | 『クレヨンしんちゃん オラの引越し物語 サボテン大襲撃』 |
| 大友龍三郎   | アシュラマン                     | 『キン肉マン』                            | 『ぱちんこキン肉マン〜夢の超人タッグ編〜』             |
| 大友龍三郎   | ばい菌の親玉                     | ユニリーバ・ジャパンCM『ドメスト』        | 2010年放送回                                           |
| 大友龍三郎   | マンモシ博士                     | NEXCOCM『マンモシ博士の冬の高速道路講座』 | 2011年放送回                                           |
| 大友龍三郎   | バスク・オム                     | 『機動戦士Ζガンダム』                     | 『機動戦士ガンダム U.C. ENGAGE』                       |
| 石塚運昇     | ミスター・サタン                 | 「ドラゴンボールシリーズ」                | 『ドラゴンボール改』第86話                             |
| 石塚運昇     | 三島平八                         | 「鉄拳シリーズ」                          | 『鉄拳タッグトーナメント2』                            |
| 石塚運昇     | ナレーション                     | 「戦国無双シリーズ」                      | 『戦国無双3 猛将伝』                                   |
| 石塚運昇     | 江田島平八                       | 『魁!!男塾』                              | 『魁!!男塾 〜日本よ、これが男である!〜』               |
| 石塚運昇     | ロビンマスク                     | 『キン肉マン』                            | 『CRぱちんこキン肉マン〜夢の超人タッグ編〜』           |
| 宝亀克寿     | ジンベエ                         | 『ONE PIECE』                             | 第442話                                                |
| 宝亀克寿     | ドロダボ                         | 『ドラゴンボールZ 超サイヤ人だ孫悟空』    | 『ドラゴンボールヒーローズ』                           |
| 星野充昭     | ビネガー                         | 『ドラゴンボールZ』                       | 『ドラゴンボールヒーローズ』                           |
| 稲田徹       | 黒煙の龍                         | 『ドラゴンボールGT』                      | 『ドラゴンボールヒーローズ』                           |
| 小山剛志     | ミソカッツン                     | 『ドラゴンボールZ この世で一番強いヤツ』  | 『ドラゴンボールヒーローズ』                           |
| 小山剛志     | ザッパ                           | 『ポポローグ』                            | 『ポポロクロイス物語 〜ナルシアの涙と妖精の笛』        |
| イアン・ギブ | ライデン                         | 「ザ・キング・オブ・ファイターズ」        | 『ザ・キング・オブ・ファイターズXIII』                 |
| 立木文彦     | ヴァチール所長（マスター・サイ） | 『カンフー・パンダ』                      | 『カンフー・パンダ2』                                  |
| 斉藤次郎     | サウンドウェーブ                 | 『トランスフォーマー/リベンジ』           | 『トランスフォーマー/ダークサイド・ムーン』            |
| 斉藤次郎     | ブルル                           | 『かいけつゾロリ』                        | 『もっと!まじめにふまじめ かいけつゾロリ』             |
| 五王四郎     | ブルース                         | 『ファインディング・ニモ』                | 『Kinect: ディズニーランド・アドベンチャーズ』         |
| 石井康嗣     | ヨセミテ・サム                   | 『ルーニー・テューンズ』                  | 『ルーニー・テューンズ・ショー』                       |
| 石井康嗣     | エッジマスター                   | 『ソウルキャリバー』                      | 『ソウルキャリバーV』                                  |
| 島香裕       | サム                             | 『キャッツ & ドッグス』                   | 『キャッツ & ドッグス 地球最大の肉球大戦争』           |
| 三宅健太     | バース・アームストロング         | 『デッド オア アライブ』                  | 『DEAD OR ALIVE Dimensions』                           |
| 三宅健太     | ブリ・キデーラ                   | 『装甲騎兵ボトムズ』                      | 『第2次スーパーロボット大戦Z 再世篇』                  |
| 三宅健太     | コーウェン                       | 『真ゲッターロボ 世界最後の日』           | 『第2次スーパーロボット大戦Z 再世篇』                  |
| 三宅健太     | カリグラ                         | 『機神咆吼デモンベイン』                  | 『スーパーロボット大戦UX』                             |
| 乃村健次     | 山崎ひろみ                       | 『機動警察パトレイバー』                  | 『CR機動警察パトレイバー』                             |
| 小林達也     | ウィンストン・ジ・オーガ         | 『バンデットQ』                           | 35周年Blu-ray版追加収録部分                            |
| 楠見尚己     | ブレア・ベア                     | 『南部の唄』                              | 『Kinect: ディズニーランド・アドベンチャーズ』         |
| 藤井隼       | アロンゾ・モーズリー             | 『ミッドナイト・ラン』（テレビ朝日版）    | ムービープラス追加収録部分                             |
| 川津泰彦     | ドル・アーミー                   | 『獣神ライガー』                          | 『スーパーロボット大戦DD』                             |
| 岡田誠       | バルー                           | 「ジャングル・ブックシリーズ」            | 『ミッキーのマジカルミュージックワールド』             |
| 斎藤志郎     | ロックスター                     | 『ONE PIECE』                             | 『ONE PIECE FILM RED』                                 |
| 藤原貴弘     | ドリー                           | 『ONE PIECE』                             | 第1109話                                               |
| 手塚秀彰     | コブラ・バブルス                 | 『リロ・アンド・スティッチ』              | 『リロ&スティッチ (2025年の映画)』                     |

## 出演
太字はメインキャラクター。

### テレビアニメ
1973年
- キューティーハニー（ナレーション）

1975年
- 宇宙の騎士テッカマン

1978年
- 一球さん
- 科学忍者隊ガッチャマンII（ギャラクター、男C、所長、係員B）
- 未来少年コナン
- 無敵鋼人ダイターン3（カメラマンA、下士官、男）
- ルパン三世 (TV第2シリーズ)（1978年 - 1980年）

1979年
- 円卓の騎士物語 燃えろアーサー（1979年 - 1980年、黒騎士、隊長、パーシバル）
- 科学忍者隊ガッチャマンF（ギャラクターB、兵士）
- 機動戦士ガンダム（ドズル・ザビ、老人 他）
- ドカベン（渡辺）
- ベルサイユのばら（民衆）
- 野球狂の詩（当馬、巡査）

1980年
- あしたのジョー2（1980年 - 1981年）
- キャプテン（1980年 - 1983年、審判、教師、編集長、医者） - 2シリーズ
- タイムパトロール隊オタスケマン（門弟A）
- 太陽の使者 鉄人28号
- 釣りキチ三平
- 鉄腕アトム (アニメ第2作)（監視ロボット、操縦ロボット）
- 伝説巨神イデオン（兵士）
- ニルスのふしぎな旅（がちょうB）
- 無敵ロボ トライダーG7（隊員）
- 燃えろアーサー 白馬の王子（手下）

1981年
- 怪物くん（我武呂門、ラ・クカラチャ、スグルトン、トゲトゲ、トンコレラ、液体怪物ドリロ、ガブロ）
- 銀河旋風ブライガー（ガリコネ隊長）
- ゴールドライタン（サヨッカー）
- 戦国魔神ゴーショーグン（ヤッター・ラ・ケルナグール〈ケルナグール司令官〉）
- 太陽の牙ダグラム（兵士）
- ダッシュ勝平（牛山）
- 名犬ジョリィ

1982年
- 亜空大作戦スラングル
- 科学救助隊テクノボイジャー（試験官）
- 逆転イッパツマン（ヒゲノ濃造、石器人）
- 銀河烈風バクシンガー（イーゴ・モッコス）
- ゲームセンターあらし（エイリアン、船員、大馬先生、見物人A、客B、フランケンシュタイン、部長B、医者）
- スペースコブラ
- さすがの猿飛（幹部B、アタマ、署長、店長）
- 戦闘メカ ザブングル（工場長）
- 太陽の子エステバン（チホルトウン）
- ときめきトゥナイト（クレープ屋、子分）
- 忍者ハットリくん
- 一ッ星家のウルトラ婆さん
- 魔法のプリンセス ミンキーモモ（1982年 - 1983年、ジムルの父、TVアナウンサー、ポポロ、小鬼A）
- 南の虹のルーシー（ヘラクレス、マックス）
- 野生のさけび

1983年
- 伊賀野カバ丸（白川）
- うる星やつら（大男 他）
- 機甲創世記モスピーダ（小隊長）
- キャッツ♥アイ（ルパンの花嫁の部下）
- 銀河疾風サスライガー（バルタオ、隊長、研究所長）
- キン肉マン（1983年 - 1986年、ロビンマスク / バラクーダ、ブラックホール、サタン、アシュラマン、ヘルナイト、ダーティーバロン 他）
- 光速電神アルベガス（花井社長）
- ストップ!! ひばりくん!（龍作）
- スプーンおばさん（ブービィ、キングジョー、カール・ベーコン）
- 聖戦士ダンバイン（ペンチ・ポー）
- 装甲騎兵ボトムズ（ブリ・キデーラ、モウラ、シェファード、看守、警察官B、暴走族、ポリス、スピーカーの声、兵士B、ポリスB）
- 超時空世紀オーガス
- 特装機兵ドルバック（ヘンリー〈初代〉）
- ドラえもん（テレビ朝日版第1期）（1983年 - 1988年、隊長、大岩、ひげのお父さん、ジャイアンの父、ジャイアンのいとこ 他）
- パーマン（カバ夫の父 他）
- フクちゃん（アラワシ山）
- 魔法の天使クリィミーマミ（1983年 - 1984年、ディレクター、巨漢、執事、管制官 他）
- 未来警察ウラシマン（デスブラザース、ドレド）

1984年
- OKAWARI-BOY スターザンS（鉄人ウルトラZ）
- ガラスの仮面（田沼）
- 機甲界ガリアン（ボーランド）
- キン肉マン 決戦!! 7人の超人VS宇宙野武士（ロビンマスク）
- ゴッドマジンガー（デリヤ）
- 巨神ゴーグ（オドンネル）
- 星銃士ビスマルク（バルボーニ〈初代〉、ゲルド隊長、デスキュラ兵士）
- 大自然の魔獣バギ（暴走族B）
- 超時空騎団サザンクロス（クロード・レオン総司令、グリーン大佐、ヴィーラ）
- 超力ロボ ガラット（1984年 - 1985年、ジバンヤー）
- Dr.スランプ アラレちゃん（象の尻関）
- ビデオ戦士レザリオン（ガイスン）
- 北斗の拳（1984年 - 1987年、ダイヤJ、ゲルツ、ウイグル獄長、ブル、ダルカ、ハズ、赤シャチ） - 2シリーズ
- 牧場の少女カトリ（おやじ、風車小屋の主人、サロモン）
- 魔法の妖精ペルシャ（1984年 - 1985年、シンバ）
- 名探偵ホームズ
- ルパン三世 PARTIII（1984年 - 1985年）

1985年
- 蒼き流星SPTレイズナー（ダニー）
- おねがい!サミアどん
- 機動戦士Ζガンダム（バスク・オム、市長）
- 昭和アホ草紙あかぬけ一番!（1985年 - 1986年、理事長、タマヒカル）
- 小公女セーラ（ジェームス）
- ダーティペア（パンサー）
- タッチ（男A、田子）
- はーいステップジュン（平岡）
- 魔法のスターマジカルエミ（1985年 - 1986年、小金井滋）

1986年
- 宇宙船サジタリウス（ガイラ、デルダン）
- 機動戦士ガンダムΖΖ（ダブリン市長）
- 銀牙 -流れ星 銀-（モス）
- ゲゲゲの鬼太郎（第3作）（1986年 - 1988年、かみなり、エンマ大王、妖怪樹）
- 剛Q超児イッキマン（サムソン、縁川卓二 他）
- 青春アニメ全集（医者）
- ドラゴンボール（1986年 - 1989年、カメ / ウミガメ、牛魔王、イエロー大佐、ゴラ、イノシカチョウ、巨人、シンバル、ドラム、ヤオチュン 他）
- ドリモグだァ!!
- Bugってハニー（1986年 - 1987年）
- プロゴルファー猿（覆面男）
- ボスコアドベンチャー（巨人）
- マシンロボ クロノスの大逆襲（国王ギランドル）
- 魔法のアイドルパステルユーミ（漫画家）
- ロボタン
- ワンダービートS（ビジュール大王）

1987年
- アニメ三銃士
- エスパー魔美（ギャングA、チンピラA、社長）
- 仮面の忍者 赤影（1987年 - 1988年、岩鉄）
- 機甲戦記ドラグナー（ゴル）
- グリム名作劇場（1987年 - 1988年、兵隊、兵隊A、狩人、ムキムキ、悪魔）
- シティーハンター（1987年 - 1989年、組長、五郎兵衛、雷王、銀の字、男A） - 3シリーズ
- 新メイプルタウン物語 パームタウン編（コルドン）
- 聖闘士星矢（アルゲティ）
- ついでにとんちんかん（カミナリ）
- のらくろクン（武蔵坊弁慶）
- ビックリマン（1987年 - 1989年、鬼ガシ魔、大層魔、魔落鬼、魔砂鬼、満怒ヒヒ、ダビデブ）
- レディレディ!!（会長）

1988年
- キテレツ大百科（1988年 - 1991年、兵士1、大男、和尚、デュマ）
- 魁!!男塾（江田島平八）
- 新グリム名作劇場（1988年 - 1989年、野牛魔人、怪物、料理番、巨人）
- それいけ!アンパンマン（かぜこんこん〈初代〉）
- 闘将!!拉麵男（大男、土偶人、アンドレ、ラーメンマンキラー、マグナム）
- トッポ・ジージョ（メガロ、ボス） - 2シリーズ
- トランスフォーマー 超神マスターフォース（ダウロス）
- 魔神英雄伝ワタル（ゼロニモ、ヘドローナ、ビビデ・シシカバ・ブー）
- ミスター味っ子（天星）
- 名門!第三野球部（桑本の父）
- 鎧伝サムライトルーパー（サランボウ）

1989年
- 悪魔くん（1989年 - 1990年、エンマ大王）
- ウルトラB（サングラス男）
- 美味しんぼ（1989年 - 1991年、ボス、砂川）
- 機動警察パトレイバー（山崎ひろみ）
- ジャングル大帝（新）（パグーラ）
- 獣神ライガー（ドル・アーミー）
- 新ビックリマン（超ダイ石獣）
- 戦え!超ロボット生命体 トランスフォーマーV（ゴウリュウ / ダイノキング）
- チンプイ（1989年 - 1990年、鬼、警官）
- ドラゴンクエスト（1989年 - 1991年、ドドンガ）
- ドラゴンボールZ（1989年 - 1996年、ウミガメ / 亀、牛魔王、エンマ大王、ビネガー、コルド〈初代〉、ミスター・サタン 他）
- ピーターパンの冒険（ビル）
- 藤子・F・不二雄アニメスペシャル SFアドベンチャー T・Pぼん（ドノバ）
- 魔動王グランゾート（タンバロン、ナマンズ、デベロマン、タブー）
- 魔法使いサリー（門番、隊長）
- 笑ゥせぇるすまん（1989年 - 1993年、上司、男、社長）

1990年
- NG騎士ラムネ&40（カメカメカ大王）
- からくり剣豪伝ムサシロード（シュテンタイガー〈2代目〉）
- かりあげクン（大里係員、インストラクター、タコ山、柔道選手）
- ジャングルブック・少年モーグリ（ハーディ）
- たいむとらぶるトンデケマン!（ルーン、シュワルツ）
- まじかる☆タルるートくん（大男）
- 魔神英雄伝ワタル2（キャプテン・ネモイ）
- もーれつア太郎（借金取り）
- 勇者エクスカイザー（1990年 - 1991年、ホーンガイスト）

1991年
- ウルトラマンキッズ 母をたずねて3000万光年（1991年 - 1992年、キングドッキン）
- 緊急発進セイバーキッズ（ハーモン、カポネ）
- ゲッターロボ號（プロフェッサー・ランドウ）
- 絶対無敵ライジンオー（1991年 - 1992年、ドクノイズ、タイフーン、ライフラー、サムイドン、オジサーン）
- 太陽の勇者ファイバード（1991年 - 1992年、ドライアス）
- 21エモン（大男）

1992年
- スーパービックリマン（スーパーデビル / デビルゼウス）
- 超電動ロボ 鉄人28号FX（コルドロン、ジャーザイル）
- 魔法のプリンセス ミンキーモモ 夢を抱きしめて（隊長）

1993年
- クレヨンしんちゃん（1993年 - 2009年、部長〈初代〉、ドンドン、店員）
- 剣勇伝説YAIBA（弁慶）
- GS美神（半漁人）
- ドラゴンボールZ 絶望への反抗!!残された超戦士・悟飯とトランクス（牛魔王）
- 南国少年パプワくん（クマ、アライくん、ヨッパライダー）
- 忍たま乱太郎（1993年 - 1996年、男、トモミのパパ、紅天狗、山賊、借金取り、児玉山彦）
- ムカムカパラダイス（ゴジゴジ、半魚人）

1994年
- ツヨシしっかりしなさい（イサム）
- とっても!ラッキーマン（スポーツマン）
- 七つの海のティコ（メタルクロー）
- 勇者警察ジェイデッカー（キャトー）

1995年
- アニメ世界の童話（ランプの精、頭、トレヴィル）
- スレイヤーズ（1995年 - 2009年、赤眼の魔王シャブラニグドゥ、ピッグ、シャブラニグドゥ） - 3シリーズ
- バーチャファイター（ビッグサム、キングバグジー、デビルサメゴン）

1996年
- 家なき子レミ（ポリネール）
- 快傑ゾロ（ガルシア）
- 怪盗セイント・テール（黒田）
- ゲゲゲの鬼太郎（第4作）（1996年 - 1998年、輪入道、カミナリ、邪魅、朱の盆）
- 天空のエスカフローネ（ゲティン）
- ドラゴンボールGT（1996年 - 1997年、サタン、黒煙の龍）
- 名探偵コナン（殿山十三）

1998年
- 吸血姫美夕（怪力男）
- カウボーイビバップ（ファッティ・リバー）
- 中華一番!（ラメン所長）
- ドクタースランプ（1998年 - 1999年、オヤブン）
- TRIGUN（デカルト）
- 忍ペンまん丸（ポン太郎）

1999年
- アレクサンダー戦記（アンティゴノス）
- エクセル・サーガ（ゼータ）
- GTO（白澤監督）
- 週刊ストーリーランド（王様、ナレーション）
- 星方天使エンジェルリンクス（エクシアデ・リーゴ）
- デビルマンレディー（キムボール）
- Bビーダマン爆外伝V（マンモスカメロン）
- MASTERキートン（デービス）
- ワイルドアームズ トワイライトヴェノム（ギルティー）

2000年
- 銀装騎攻オーディアン（アークエット元帥）
- 陽だまりの樹（多紀誠斎）
- マシュランボー（パンドリア）

2001年
- ガイスターズ FRACTIONS OF THE EARTH（ランバルト・フィデス）
- ナジカ電撃作戦（ファンク）
- FF：U 〜ファイナルファンタジー:アンリミテッド〜（フングス）
- PROJECT ARMS（ガシュレー）
- ポケットモンスター（ミキオ）
- ONE PIECE（2001年 - 2009年、ドリー〈初代〉、ロックスター〈初代〉、ジンベエ〈初代〉）

2002年
- キン肉マンII世（2002年 - 2006年、ロビンマスク） - 2シリーズ
- 攻殻機動隊 STAND ALONE COMPLEX（マルコ・アモレッティ）
- 真・女神転生Dチルドレン ライト&ダーク（ズリエル）
- 王ドロボウJING（ウォッカ）

2003年
- 犬夜叉（凶骨）
- エアマスター（長戸）
- カスミン（ブヨブヨ巨人）
- 高橋留美子劇場 人魚の森（大眼）
- フルメタル・パニック?ふもっふ（郷田優）

2004年
- かいけつゾロリ（ブルル）
- サムライチャンプルー（渋井松之介）
- 鋼の錬金術師（ドミニク）
- 火の鳥（伊吹丸）
- ブラック・ジャック（村正先生）
- 妄想代理人（半田順次）
- モンキー・パンチ漫画活動大写真
- 遊☆戯☆王デュエルモンスターズGX（前田熊蔵）

2005年
- ガーゴイルズ（アントン・セバリアスJr）
- ギャラリーフェイク（フロイド・サンダース）
- まじめにふまじめ かいけつゾロリ（2005年 - 2006年、ブルル）
- 焼きたて!!ジャぱん（オルティガ）
- 雪の女王（山賊親分）

2006年
- いぬかみっ!（大妖狐〈封印〉）
- エンジェル・ハート（マックス）
- 桜蘭高校ホスト部（光邦の父）
- 機神咆吼デモンベイン（カリグラ）
- 銀魂（井上組長）
- ケモノヅメ（ぼん〈大葉丈治〉）
- 史上最強の弟子ケンイチ（白浜元次）
- TOKYO TRIBE2（2006年 - 2007年、ブッバ）
- 祝!(ハピ☆ラキ)ビックリマン（きびだんご三助、桃太郎天子、鬼ガシ魔）
- MÄR -メルヘヴン-（コウガ）

2007年
- ケロロ軍曹（エディ・ホンダ）
- ゲゲゲの鬼太郎（第5作）（2007年 - 2008年、閻魔大王）
- 結界師（扇一郎）
- デルトラクエスト（イカボッド）
- 電脳コイル（ダイチチ）
- NIGHT HEAD GENESIS（郷田）
- BLEACH（ドンドチャッカ・ビルスタン）
- BLUE DRAGON（声、ダークドラゴン）
- Master of Epic The Animation Age（パンデモス・男、ナレーション 他）
- ヤマトナデシコ七変化♥（スナコの父）

2008年
- 絶対可憐チルドレン（マグ・熱人）
- ドラえもん（テレビ朝日版第2期）（ゲバルト）
- ねぎぼうずのあさたろう（灰かぶりの豆ぞう）
- 墓場鬼太郎（鬼太郎の父）
- ファイアボール（シャーデンフロイデ）

2009年
- キディ・ガーランド（バジル〈初代〉）
- 蒼天航路（徐栄）
- ドラゴンボール改（閻魔大王〈初代〉、牛魔王〈初代〉、ポルンガ〈初代〉）

2022年
- BLEACH 千年血戦篇（ドンドチャッカ・ビルスタン） - ライブラリ出演

### 劇場アニメ
1981年
- 機動戦士ガンダム（ドズル）
- キャプテン（塁審）

1982年
- 戦国魔神ゴーショーグン（ヤッター・ラ・ケルナグール）
- ドラえもん のび太の大魔境（兵士）

1983年
- ゴルゴ13（シンディーの部下 他）
- クラッシャージョウ（ロキ）
- ドキュメント 太陽の牙ダグラム（ドリップ）
- 忍者ハットリくん ニンニンふるさと大作戦の巻（メカ忍5号）

1984年
- キン肉マン 奪われたチャンピオンベルト（ロビンマスク）
- キン肉マン 大暴れ!正義超人（ロビンマスク）

1985年
- キン肉マン 正義超人vs古代超人（ロビンマスク）
- キン肉マン 逆襲!宇宙かくれ超人（ロビンマスク）
- キン肉マン 晴れ姿!正義超人（ロビンマスク）
- 戦国魔神ゴーショーグン 時の異邦人（ヤッター・ラ・ケルナグール）

1986年
- アリオン（ヘラクレス）
- キン肉マン ニューヨーク危機一髪!（ロビンマスク）
- キン肉マン 正義超人vs戦士超人（ロビンマスク）
- ゲゲゲの鬼太郎 激突!!異次元妖怪の大反乱（防衛長官）
- 北斗の拳（ウイグル）
- ドラゴンボール 神龍の伝説（ウミガメ）
- プロジェクトA子（真理）

1987年
- 宝島
- ドラゴンボール 魔神城のねむり姫（ガステル）

1988年
- 魁!!男塾（江田島平八）
- 聖闘士星矢 神々の熱き戦い（赤ひげの兵士）
- ドラゴンボール 摩訶不思議大冒険（ウミガメ）

1989年
- ヴイナス戦記（ゲームアナウンサー）
- 機動警察パトレイバー the Movie（山崎ひろみ）
- ドラえもん のび太の日本誕生（クラヤミ族B）
- ドラゴンボールZ（海ガメ、牛魔王）

1990年
- 風の名はアムネジア（リトルジョン）
- ドラゴンボールZ この世で一番強いヤツ（ミソカッツン、海ガメ）
- Pink みずドロボウあめドロボウ（レインボー）

1991年
- ドラえもん のび太のドラビアンナイト（魔人）
- ドラゴンボールZ 超サイヤ人だ孫悟空（ドロダボ）

1992年
- 風の大陸（盗賊副長）
- 機動戦士ガンダム0083 ジオンの残光（バスク・オム）
- 三国志 第一部・英雄たちの夜明け（夏侯惇、張角）
- それいけ!アンパンマン アンパンマンとゆかいな仲間たち（かぜこんこん）
- トトイ（ホイット）
- ドラゴンクエスト ダイの大冒険 ぶちやぶれ!!新生6大将軍（ザングレイ）
- 走れメロス
- ろくでなしBLUES（井岡）

1993年
- 機動警察パトレイバー 2 the Movie（山崎ひろみ）
- クレヨンしんちゃん アクション仮面VSハイグレ魔王（Tバック男爵）
- 三国志 第二部・長江燃ゆ!（夏侯惇）
- 獣兵衛忍風帖（氷室弦馬）
- Dr.スランプ アラレちゃん んちゃ!ペンギン村はハレのち晴れ（警察署長）
- ドラゴンボールZ 銀河ギリギリ!!ぶっちぎりの凄い奴（ミスター・サタン）
- ろくでなしBLUES 1993（近藤）

1994年
- 三国志 完結編・遥かなる大地（夏侯惇）
- Jリーグを100倍楽しく見る方法!!（ジーコ）
- ストリートファイターII MOVIE（エドモンド本田）
- ドラえもん のび太と夢幻三剣士（ジャンボス）
- ドラゴンボールZ 超戦士撃破!!勝つのはオレだ（ミスター・サタン）
- ドラミちゃん 青いストローハット（ビッグ）

1995年
- スレイヤーズ（あらくれ1）
- ドラゴンボールZ 復活のフュージョン!!悟空とベジータ（ミスター・サタン、閻魔大王）

1996年
- ウルトラマンカンパニー（ゴド族頭）
- 劇場版 魔法陣グルグル（メガロドラゴン）
- ゲゲゲの鬼太郎 大海獣（やし落とし）
- スレイヤーズRETURN（戦士）
- ドラゴンボール 最強への道（海ガメ）
- ドラミ&ドラえもんズ ロボット学校七不思議!?（鉄人）

1997年
- エルマーの冒険（オスゴリラ）
- クレヨンしんちゃん 暗黒タマタマ大追跡（ローズ）
- 爆走兄弟レッツ&ゴー!!WGP 暴走ミニ四駆大追跡!（クスコ）

1999年
- クレしんパラダイス! メイド・イン・埼玉（部長）

2001年
- サクラ大戦 活動写真（太田斧彦）
- シャム猫 -ファーストミッション-（海堂俊介）
- ONE PIECE ねじまき島の冒険（町長）

2002年
- WXIII 機動警察パトレイバー（山崎ひろみ）
- 劇場版 サルゲッチュ 黄金のピポヘル・ウッキーバトル（ウッキーレッド）
- ドラえもん のび太とロボット王国（コングファイター）
- ONE PIECE 珍獣島のチョッパー王国（ホットドッグ将軍）

2003年
- 黄金の法 エル・カンターレの歴史観（アジャセ王）
- クレヨンしんちゃん 嵐を呼ぶ 栄光のヤキニクロード（部長）
- Pa-Pa-Pa ザ★ムービー パーマン（パパンダー）
- ONE PIECE THE MOVIE デッドエンドの冒険（ボビー、胴元）

2005年
- 機動戦士Ζガンダム A New Translation I / III（2005年 - 2006年、バスク・オム） - 2作品
- クレヨンしんちゃん 伝説を呼ぶブリブリ 3分ポッキリ大進撃（部長）

2007年
- 河童のクゥと夏休み（社長）
- 真救世主伝説 北斗の拳 ラオウ伝 激闘の章（フドウ）

2008年
- クレヨンしんちゃん ちょー嵐を呼ぶ 金矛の勇者（部長）
- 劇場版 ゲゲゲの鬼太郎 日本爆裂!!（閻魔大王）

2009年
- クレヨンしんちゃん オタケベ!カスカベ野生王国（部長）
- 超劇場版ケロロ軍曹 撃侵ドラゴンウォリアーズであります!（ピエール）
- テイルズ オブ ヴェスペリア 〜The First Strike〜（メルゾム・ケイダ）
- ピューと吹く!ジャガー〜いま、吹きにゆきます〜（竜）

2010年
- REDLINE（ハメシュ・フリーニ〈ゴリライダー〉）

### OVA
年数不明
- キン肉マン 世紀の大決戦 アイドル超人VS悪魔超人（ロビンマスク）

1983年
- ダロス（公安部長）

1984年
- くりいむレモン PART3 SF超次元伝説ラル（ラモー・ルー）
- 魔法の天使クリィミーマミ 永遠のワンスモア（ディレクター）

1985年
- ジャスティ
- バビ・ストック I 果てしなき標的（バズウ）
- 魔法の天使クリィミーマミ ロング・グッドバイ（ディレクター）
- 魔法のプリンセス ミンキーモモ 夢の中の輪舞（長老）
- メガゾーン23（上司）
- ラブ・ポジション ハレー伝説（ザンバ）

1986年
- コスモス・ピンクショック（艦長A）
- ザ・超女（エチゴヤジュウベエ）
- 湘南爆走族（1986年 - 1999年、原沢良美） - 12作品
- 魔法のスターマジカルエミ 蝉時雨（小金井滋）

1987年
- 傷追い人（木島）
- Good Morningアルテア（艦長）
- 真魔神伝 バトルロイヤルハイスクール（ビョウドの手下）
- 破邪大星ダンガイオー（妖将ダァティラ）
- プロジェクトA子2 大徳寺財閥の陰謀（真理）
- 魔女っ子クラブ4人組 A空間からのエイリアンX（星井守、シンバ、小金井滋）

1988年
- 機動警察パトレイバー アーリーデイズ（山崎ひろみ）
- 銀河英雄伝説（オフレッサー上級大将）
- Crying フリーマン（柳大人、ジゴン、組員3）
- ドミニオン（Dr.シャッハ）
- ドラゴンズヘブン（オリオニス）
- New Story of Aura Battler DUNBINE（ガルー）
- プロジェクトA子3 シンデレラ・ラプソディ（真理）

1989年
- 雨降り小僧（番長）
- イース（ノートン）
- 強殖装甲ガイバー（ダーゼルブ）
- クラッシャージョウ 氷結監獄の罠（ビガロ）
- ゴクウ（張、リュウ）
- 手天童子（戦鬼）
- 敵は海賊〜猫たちの饗宴〜（ペトロア）
- 独身アパートどくだみ荘
- ドッグソルジャー DOG SOLDIER:SHADOWS OF THE PAST（不動正美）
- 左のオクロック!!（運転手）
- ヤンキー烈風隊（花岡虎造）

1990年
- ウルトラマングラフィティ おいでよ!ウルトラの国（ザンボラー、スカイドン、ウルトラマン80、ファイヤー星人、ウー）
- 機動警察パトレイバー（山崎ひろみ）
- しあわせのかたち（狙撃犯、まりも、ワクワクトン）
- トランスフォーマーZ（バイオレンジャイガー、ダイナザウラー）
- ポストの中の明日（弘のおじ）
- 緑山高校 甲子園編（海豊）

1991年
- うっちゃれ五所瓦（清川）
- おざなりダンジョン 風の塔（ロゴス）
- 機動戦士ガンダム0083 STARDUST MEMORY（バスク・オム、参謀、艦隊参謀）
- ジャングルウォーズ（ボスゴリラ）
- スローステップ（美夏の父）
- SOL BIANCA2（ゴメス）
- ダークキャット（邪虎久坊）
- 忍者龍剣伝（ジェフリー）

1992年
- うしおととら（中村米次）
- ウルフガイ（西条恵）
- ゴリラーマン（池戸定治、ナレーション）
- 世界の光 親鸞聖人（弁円 / 明法房）
- 宝島メモリアル「夕凪と呼ばれた男」（男A）

1993年
- アニメ・アート・ビデオ・コレクション 「ジャックと豆の木」（大鬼）
- ゴリラーマン2（池戸定治、医者、タクシードライバー）
- 難波金融伝・ミナミの帝王（京三）
- ビー・バップ・ハイスクール5（漆原）

1994年
- GATCHAMAN（クリントス将軍）

1995年
- 鬼切丸（鬼）
- ガンスミスキャッツ（ジョナサン・ワシントン）
- ようちえん戦隊げんきっず（おべんと怪人、雨ふらし怪人）

1996年
- KI・ME・RA（フェンダー）
- 闘神伝（ガイア）

1998年
- 銀河英雄伝説外伝 千億の星、千億の光（オフレッサー上級大将）
- 紺碧の艦隊（東郷兵八郎）
- 真ゲッターロボ 世界最後の日（コーウェン）
- 鉄拳 -TEKKEN-（三島平八）

2004年
- 新ゲッターロボ（広目天）

2005年
- ストリートファイターALPHAジェネレーション（豪鬼）

2007年
- 真救世主伝説 北斗の拳 ユリア伝（フドウ）

2008年
- クイズマジックアカデミー〜オリジナルアニメーションシリーズ（ロマノフ、ナレーション）
- 瀬戸の花嫁OVA（天王山さん）
- ドラゴンボール オッス!帰ってきた孫悟空と仲間たち!!（Mr.サタン）
- METAL GEAR SOLID 2 BANDE DESSINEE（スコット・ドルフ）
- やなせたかしメルヘン劇場 ほしのこルンダ（ドロラ）

2009年
- 世にも奇妙な漫☆画太郎（源頼朝）

2010年
- Halo Legends「The Package」（コヴナント艦隊司令官）

### Webアニメ
- i-wish you were here-（2001年、百目鬼）
- ブラック・ジャック（2001年、戸隠先生、徳川先生）

### ゲーム
2011年以降の出演作品は生前の収録音声を引用したライブラリ出演。
1989年
- イースI・II（ゴーバン・トバ）
- 鏡の国のレジェンド
- レッドアラート（ダーク中尉）

1990年
- ヴァリスIII（グラメス王）
- 迷宮のエルフィーネ（プロフェット）

1991年
- ドラゴンスレイヤー英雄伝説（バジール）※PCエンジン版
- ブライ 八玉の勇士伝説（ゴンザ・プロット）
- 惑星ウッドストック ファンキーホラーバンド（バム）

1992年
- キアイダン00（Dr.ギガガ）
- ドラゴンスレイヤー英雄伝説II（シンディ）※PCエンジン版
- TRAVELエプル（白クマ王）
- ブライII 闇皇帝の逆襲（ゴンザ・プロット）
- ライズ・オブ・ザ・ドラゴン（スネイク）※メガCD版

1993年
- イースIV The Dawn of Ys（ゴーバン・トバ）
- 機動警察パトレイバー 〜グリフォン篇（山崎ひろみ）
- ダンジョンエクスプローラーII（アルデII世）
- ドラゴンボールZ 超武闘伝2（ミスター・サタン）

1994年
- エメラルドドラゴン（PCエンジン版）（ホスロウ）
- 天地を喰らう ※PCエンジン版
- ドラゴンボールZ 偉大なる孫悟空伝説（サタン）
- ドラゴンボールZ 真サイヤ人絶滅計画 -地球編-（牛魔王）
- ぷよぷよCD（ぞう大魔王）
- 冒険王タップル（海賊モットー）
- LUNAR エターナルブルー（ボーガン）

1995年
- 愛・超兄貴（サムソン）
- 輝水晶伝説アスタル（ジェラード）
- 空想科学世界ガリバーボーイ（ゴルゴス）※PCエンジン版、セガサターン版
- 水滸演武（1995年 - 1996年、魯智深、呼延灼、阮小二）※セガサターン版、PlayStation版
- ストリートファイターII MOVIE（エドモンド本田）※PlayStation版、セガサターン版
- ダブルドラゴン（アボボ、ブルノフ）
- 超兄貴〜究極無敵銀河最強男〜（サムソン）
- デア ラングリッサー（バルガス将軍）
- 闘神伝2（ガイア）
- 闘神伝S（ガイア）
- ドラゴンボールZ アルティメットバトル22（ミスター・サタン）
- ドラゴンボールZ 真武闘伝（ミスター・サタン）
- ブルー・シカゴ・ブルース（J.B.ハロルド）

1996年
- ウォーザード（レオ、金剛、ヴァルドール）
- くにおの熱血闘球伝説（ドッジボール魔王）※日本未発売
- サターンボンバーマン（ムジョー）
- スターグラディエイター（ガモフ、ゴア、ビルシュタイン）
- 戦国ブレード（御鏡厳照）※セガサターン版
- 闘神伝2プラス（ガイア）
- 闘神伝3（ガイア）
- 東方珍遊記 〜はーふりんぐ・はーつ!!〜（ディック）
- ドラゴンボールZ 偉大なるドラゴンボール伝説（ミスター・サタン）
- フェーダ・リメイク 〜エンブレム・オブ・ジャスティス〜（アイン・マクドガル）
- ぷよぷよCD通（ぞう大魔王）
- ぼのぐらし これで完璧でぃす
- マジクール
- リグロードサーガ2（タタラ）

1997年
- エーベルージュ（ザクセン・リースリング）
- シルエットミラージュ（ゴリアテ）
- スーパーロボット大戦F（ヤッター・ラ・ケルナグール、バスク・オム、エリート兵）
- スターフォックス64（ペパー将軍、アンドルフ、ピグマ・デンガー 他）
- スレイヤーズ ろいやる（モスマン、レッサーデーモン、シャブラニグドゥ）
- 鉄拳3（三島平八）
- 天外魔境 第四の黙示録（偉大なるカルベ）
- ドラゴンナイト4（トルヘス、長老ヤコブ）
- 熱砂の惑星（ボス）
- バウンダリーゲート Daughter of Kingdom（グレイストーン）
- パズルアリーナ闘神伝（セバスチャン、ガイア）
- フェーダ2（アイン・マクドガル）
- マクロス デジタルミッション VF-X（敵司令官）
- 水木しげるの妖怪武闘伝（一つ目入道）
- 雷弩機兵ガイブレイブ（ダハー大佐）
- ラングリッサーI&II（バルガス）

1998年
- SDガンダム GGENERATION（1998年 - 2016年、ドズル・ザビ〈第1作 - OVER WORLD〉、バスク・オム） - 13作品
- 機動戦士ガンダム ギレンの野望（ドズル・ザビ、バスク・オム）
- サクラ大戦2 〜君、死にたもうことなかれ〜（太田斧彦）
- スーパーロボット大戦F 完結編（ドズル・ザビ、ヤッター・ラ・ケルナグール、バスク・オム、エリート兵）
- ソウルキャリバー（エッジマスター）
- 堕落天使（ハリー・ネス）
- 超鋼戦紀キカイオー（ゴンザレス、巽教授、巽博士）
- 超魔神英雄伝ワタル ANOTHER STEP（カール・ジョンソン）
- DEAD OR ALIVE ++（バース・アームストロング）
- 闘神伝カードクエスト（ガイア、ボルフ）
- はいぱぁセキュリティーズ2（トッド）
- ブシドーブレード弐（墨流）
- ポポローグ（ザッパ）
- みつめてナイト（デュノス・ヴォルフガリオ）
- LUNAR2 エターナルブルー（ボーガン）

1999年
- 俺の料理（客）
- ゴエモン もののけ双六
- スーパーロボット大戦コンプリートボックス（ドズル・ザビ、ヤッター・ラ・ケルナグール、バスク・オム）
- 鉄拳タッグトーナメント（三島平八）
- DEAD OR ALIVE 2（バース・アームストロング）
- パックマンワールド 20thアニバーサリー（トックマン）
- 爆ボンバーマン2（紅蓮の炎ベルフェル、凍土の支配者ベフィモス、怒れる大地モロク、魔神〈混沌の魔神〉サートゥス）

2000年
- 機動戦士ガンダム ギレンの野望 ジオンの系譜（ドズル・ザビ、バスク・オム）
- グランディアII（マレッグ）
- 決戦 -KESSEN-（島津義弘）
- 建設重機喧嘩バトル ぶちギレ金剛!!（修羅部ウメ）
- サンライズ英雄譚R（ゴル、ガナン）
- シド・マイヤーズ アルファ・ケンタウリ（CEOナワダイク・モーガン）
- スーパーロボット大戦α（ドズル・ザビ、バスク・オム、ゲスト親衛隊兵）
- タイニーバレット（グディア）
- 熱闘ゴルフ（フランキー）
- バウンサー（ヴォルト・クルーガー）
- ブレイブサーガ2（ホーンガイスト）
- 冒険時代活劇ゴエモン（地の竜、イノブノタケル）
- 北斗の拳 世紀末救世主伝説（ウイグル）

2001年
- サンライズ英雄譚2（ゴル、ガナン）
- シャドウハーツ（アルバート・サイモン）
- スーパーロボット大戦α for Dreamcast（ドズル・ザビ、バスク・オム、ゲスト親衛隊兵）
- スーパーロボット大戦α外伝（バスク・オム）
- 鉄拳4（三島平八）
- 松本零士999 〜Story of Galaxy Express 999〜（アンタレス）
- METAL GEAR SOLID 2 SONS OF LIBERTY（ドルフ司令官）
- レガイア デュエルサーガ（バルケン、レイノフ、ヴィクソン）

2002年
- ウルトラマン Fighting Evolution 2（ナレーション）
- ガチャろく（おっさん）
- 機動戦士ガンダム ギレンの野望 ジオン独立戦争記（ドズル・ザビ、バスク・オム）
- GALAXY ANGEL（シグルド・ジーダマイア）
- キン肉マンII世 新世代超人VS伝説超人（ロビンマスク、イエティ）
- クロノアビーチバレー 最強チーム決定戦!（ナハトゥム）
- 忍風戦隊ハリケンジャー（チュウズーボ）
- シンプルキャラクター2000シリーズ Vol.10 魁!! 男塾 THE怒馳暴流（江田島平八）
- サクラ大戦4 〜恋せよ乙女〜（太田斧彦）
- サルゲッチュ2（ウッキーレッド）
- 三國志戦記（夏侯惇、ナレーション）
- スター・ウォーズ ギャラクティック・バトルグラウンド（ボス・ナス）
- スター・ウォーズ ジェダイ・スターファイター（ニム）
- DEAD OR ALIVE 3（バース・アームストロング）
- パックマンワールド2（スプーキー、ゴーストツリー〈ウォームウッド〉）
- From TV animation ONE PIECE グランドバトル!2（ドリー）
- ボンバーマンジェネレーション（ムジョー）
- RUNE〜ルーン〜（ジュルベール王）

2003年
- エグザスケルトン（ミゲール・バティスタ）
- ガチャろく2〜今度は世界一周よ!!〜（おっさん）
- 機動戦士ガンダム めぐりあい宇宙（バスク・オム）
- 三國志IX（シナリオ導入部、イベントムービーのナレーション）
- SUNRISE WORLD WAR Fromサンライズ英雄譚（バスク）
- スーパーロボット大戦Scramble Commander（バスク・オム）
- ソウルキャリバーII（三島平八）※PS2版
- 第2次スーパーロボット大戦α（ヤッター・ラ・ケルナグール）
- 天誅 参（那須、巌陀）
- ドラゴンボールZ（ミスター・サタン）
- ドラッグオンドラグーン（マナ、神の声）
- みんなのGOLF 4（ブロンソン）
- ラブ★スマッシュ!5 〜テニスロボの反乱〜（審判）
- ONE PIECE グランドバトル! 3（ロックスター）

2004年
- エースコンバット5（オーソン・ペロー）
- かいけつゾロリ めざせ!いたずらキング（ブルル）
- CAPCOM FIGHTING Jam（レオ）
- 機神咆吼デモンベイン（カリグラ）
- キン肉マン ジェネレーションズ（ロビンマスク、アシュラマン、ブラックホール、バラクーダ）
- クイズマジックアカデミー2（ロマノフ）
- 桜坂消防隊（高原厚）
- シャイニング・ティアーズ（ラザラス）
- ジャック×ダクスター2（バロン、モグ）
- シャドウハーツII（アルバート・サイモン）
- スーパーロボット大戦GC（ドズル・ザビ、イーゴ・モッコス）
- ゼノサーガ エピソードII［善悪の彼岸］（モビィディック・カフェマスター）
- 戦国無双（武田信玄） - 2作品
- テイルズ オブ リバース（トーマ）
- 鉄拳5（三島平八）
- DEAD OR ALIVE ULTIMATE（バース・アームストロング）
- 天誅 紅（那須）
- ドラゴンボールZ2（ミスター・サタン）
- ルパン三世 コロンブスの遺産は朱に染まる（ゲーブル社長）
- ロックマンX コマンドミッション（ホーンド、エンシェンタス）
- ONE PIECE ランドランド!（ドリー）

2005年
- クイズマジックアカデミー3（ロマノフ）
- 激・戦国無双（武田信玄）
- GENJI（平清盛）
- 魁!!男塾（江田島平八）
- サルゲッチュ3（ウッキーレッド）
- シャイニング・フォース ネオ（ケイオス）
- 新世紀勇者大戦
- スターフォックス アサルト（ピグマ・デンガー）
- 第3次スーパーロボット大戦α 終焉の銀河へ（ヤッター・ラ・ケルナグール）
- デス バイ ディグリーズ（三島平八）
- DEAD OR ALIVE 4（バース・アームストロング）
- 天外魔境III NAMIDA（棒兵衛）
- ドラゴンボールZ3（ミスター・サタン）
- ドラゴンボールZ Sparking!（ミスター・サタン、牛魔王）
- ドラゴンボールZ 舞空烈戦（ミスター・サタン）
- ドラッグオンドラグーン2 封印の紅、背徳の黒（神の声、オープニングナレーション）
- NAMCO x CAPCOM（三島平八、武蔵坊弁慶）
- FRONT MISSION5 Scars of the War（デニス・ギフォード）
- 亡国のイージス2035 〜ウォーシップガンナー〜（ジェフリー・スタンフォード）
- ポンコツ浪漫大活劇バンピートロット（ベルガモット）
- リッジレーサー6（三島平八）
- ワイルドアームズ ザ フォースデトネイター（バルガイン・エイルス）
- ONE PIECE パイレーツカーニバル（ドリー）

2006年
- ウォーシップガンナー2 鋼鉄の咆哮（筑波貴繁）
- 機動戦士ガンダム スピリッツオブジオン（ドズル・ザビ）
- キン肉マン マッスルグランプリ（ロビンマスク、アシュラマン）
- キン肉マン マッスルグランプリMAX（ロビンマスク、ブラックホール、アシュラマン）
- キン肉マン マッスルジェネレーションズ（ロビンマスク、アシュラマン、ブラックホール、バラクーダ）
- THE 男たちの機銃砲座（アクセレイ）
- ジョジョの奇妙な冒険 ファントムブラッド（タルカス）
- スーパーロボット大戦XO（ドズル・ザビ、イーゴ・モッコス）
- 戦国無双2（2006年 - 2007年、武田信玄、ナレーション） - 3作品
- 機神飛翔デモンベイン（カリグラ）
- ダージュ オブ ケルベロス ファイナルファンタジーVII（WRO隊長）
- タイムクライシス4（VSSE指揮官、ジャック・マザーズ中尉、フランク・マザーズ）
- 鉄拳 DARK RESURRECTION（三島平八）
- 天外魔境 ZIRIA〜遥かなるジパング〜（バールダイモン）
- 天下人（島津義弘）
- ドラゴンボールZ 真武道会（閻魔大王）
- ドラゴンボールZ Sparking! NEO（ミスター・サタン、牛魔王）
- バテン・カイトスII 始まりの翼と神々の嗣子（ワイズマン）
- ファイナルファンタジーXII（ギルガメッシュ）
- METAL GEAR SOLID PORTABLE OPS（カニンガム）
- 山佐DigiワールドSP 燃えよ! 功夫淑女（ゲンガン）
- ワイルドアームズ ザ フィフスヴァンガード（エルヴィス）

2007年
- エースコンバット6（巡洋艦マリーゴールド艦長 ケニス・ジョーンズ）
- 餓狼伝 Breakblow Fist or Twist（力王山）
- キン肉マン マッスルグランプリ2（ロビンマスク、アシュラマン、ブラックホール）
- クイズマジックアカデミー4（ロマノフ）
- サルゲッチュ サルサル大作戦（ウッキーレッド）
- 鉄拳6（三島平八）
- ドラゴンボールZ 真武道会2（ミスター・サタン、閻魔大王）
- ドラゴンボールZ Sparking! METEOR（ミスター・サタン、コルド大王、牛魔王）
- ドラゴンボールZ 遥かなる悟空伝説（ミスターサタン）
- 無双OROCHI（2007年 - 2008年、武田信玄） - 2作品
- METAL GEAR SOLID PORTABLE OPS+（カニンガム）
- ONE PIECE アンリミテッドアドベンチャー（魔人）

2008年
- ガーネットクロニクル〜紅輝の魔石〜（グルツ）
- ガンダム無双2（ドズル・ザビ）
- 機動戦士ガンダム ギレンの野望 アクシズの脅威（ドズル・ザビ、バスク・オム）
- キン肉マン マッスルグランプリ2 特盛（ロビンマスク、ブラックホール、アシュラマン）
- クイズマジックアカデミーDS（ロマノフ）
- クイズマジックアカデミー5（ロマノフ）
- クレヨンしんちゃん 嵐を呼ぶ シネマランド カチンコガチンコ大活劇!
- ゲットアンプド2（デンジャラスボブ）
- スーパーロボット大戦Z（バスク・オム）
- テイルズ オブ リバース（トーマ）※PSP版
- ドラゴンボールZ インフィニットワールド（ミスター・サタン、閻魔大王さま）
- NINJA GAIDEN 2（嵐のヴォルフ）
- ONE PIECE アンリミテッドクルーズ エピソード1 波に揺れる秘宝（魔人）

2009年
- 機動戦士ガンダム ギレンの野望 アクシズの脅威V（ドズル・ザビ、バスク・オム）
- クイズマジックアカデミー6（ロマノフ）
- THE KING OF FIGHTERS XII（ライデン）
- 戦国無双3（2009年 - 2011年、武田信玄） - 2作品
- 大怪獣バトル ULTRA MONSTERS（テンペラー星人）
- ドラゴンボール 天下一大冒険（ドラム）
- ドラゴンボール レイジングブラスト（ミスター・サタン）
- NINJA GAIDEN Σ2（嵐のヴォルフ）
- 無双OROCHI Z（武田信玄）

2010年
- クイズマジックアカデミー7（ロマノフ）
- クイズマジックアカデミーDS 〜二つの時空石〜（ロマノフ）
- 斬撃のREGINLEIV（ロキ）
- ドラゴンボールDS2 突撃!レッドリボン軍（牛魔王）
- ドラゴンボールヒーローズ（2010年 - 2019年、ミスター・サタン〈初代〉 / ゴタン） - 6作品
- トリニティ ジルオール ゼロ（ダグザ）

2011年
- 機動戦士ガンダム 新ギレンの野望（バスク・オム）

2013年
- 戦国無双2 with 猛将伝 & Empires HD Version（武田信玄）
- スーパーロボット大戦Operation Extend（ドズル・ザビ）
- NINJA GAIDEN Σ2 PLUS（嵐のヴォルフ）

2014年
- スーパーヒーロージェネレーション（デスレム）

2018年
- クイズマジックアカデミー ロストファンタリウム（ロマノフ）

2021年
- NINJA GAIDEN:Master Collection（嵐のヴォルフ）

2022年
- スーパーロボット大戦DD（バスク・オム）

2025年
- BLEACH Rebirth of Souls（ドンドチャッカ・ビルスタン）

### パチンコ・パチスロ
- CR天上のランプマスター（ランプの魔神・覚醒フリード）
- CR忍術決戦月影（猛鬼）
- CRぱちんこキン肉マン（ロビンマスク、アシュラマン）
- CRファナティックバトル（ベルケイン）
- CR北斗の拳 シリーズ（ウイグル獄長）
  - CR北斗の拳 伝承
  - CR北斗の拳 強敵（とも）
- CR義経物語（弁慶）
- パチスロキン肉マン（ロビンマスク、ブラックホール、アシュラマン）

### 吹き替え

#### 俳優
ヴィング・レイムス
- ER緊急救命室（1996年、ウォルター・ロビンス）
- リロ・アンド・スティッチシリーズ（2003年 - 2007年、コブラ・バブルス）
  - リロ・アンド・スティッチ（2003年）
  - スティッチ！ザ・ムービー（2004年）
  - リロ・アンド・スティッチ ザ・シリーズ（2004年）
  - リロイ・アンド・スティッチ（2007年）

- SIN 凶気の果て（2003年、エディ）
- サロゲート（2010年、予言者）

ブラッド・ギャレット
- キャスパー（1995年、ファッツォ）※日本テレビ版
- カントリーベアーズ（2003年、フレッド）
- ヘラクレス（TV版）（2003年、ガゲヌス）

フランク・マクレー
- ニューヨーク東8番街の奇跡（1988年、ハリー・ノーブル〉）※ソフト版
- ユーズド・カー（1984年、ジム）
- ロッキー2（1984年、精肉工場の主任）※TBS版

マイケル・クラーク・ダンカン
- 隣のヒットマン（2001年、フランキー・フィグズ）
- キャッツ & ドッグス（2001年、サム）
- アルマゲドン（2004年、ベアー）※日本テレビ版
- ブラザー・ベアシリーズ（2004年 - 2006年、タグ）
  - ブラザー・ベア（2004年）
  - ブラザー・ベア2（2006年）

- カンフー・パンダ（2008年、ヴァチール所長）
- PLANET OF THE APES/猿の惑星（不明、アター）※機内上映版

ヤフェット・コットー
- バイオ・インフェルノ（1988年、コナリー少佐）
- ミッドナイト・ラン（1992年、アロンゾ・モーズリー）※テレビ朝日版
- エイリアン（1992年、デニス・パーカー）※DVD・VHS版
- 女記者フライデー/謎の暗殺計画（1995年、コルト・ホーキンス）※テレビ東京版

#### 映画
1977年
- シンドバッド虎の目大冒険（マルーフ〈サラミ・コーカー〉）※ソフト版

1978年
- 群衆の中の殺し屋 ※テレビ朝日版
- サウンド・オブ・ミュージック（中尉）※フジテレビ版
- 砦の29人（オブライエン〈ジョン・ホイト〉）※TBS版

1979年
- スパイクス・ギャング（モートン）
- 悪魔のいけにえ（レッド）※テレビ東京版
- ダーティハリー2（フランク・ディジョージオ〈ジョン・ミッチャム〉）※フジテレビ版
- キラー・エリート（ジェリー）

1980年
- 軍用列車（カルフーン〈ロバート・テシア〉、赤ひげ〈ジョン・ミッチャム〉）※TBS版
- ロビンとマリアン（メルカディエ）※テレビ朝日版
- ミズーリ・ブレイク（ウッドラフ）
- マッカーサー ※TBS版
- 100万ドルの血斗（スイート）
- ジャガーノート（オニール〈シリル・キューザック〉、マリセント）

1981年
- 大地震（ルイス市長〈ジョン・ランドルフ〉）※TBS版
- エクスタミネーター（警察署長〈サントス・モラレス〉）※フジテレビ版
- ナイル殺人事件（ロックフォード〈サム・ワナメイカー〉）

1982年
- 最前線物語 ※TBS版
- サンゲリア（ブライアン・ハル〈アル・クライヴァー〉）※TBS版
- ラスト・シューティスト（スイーニー〈リチャード・ブーン〉）※フジテレビ版
- 007/黄金銃を持つ男（フレージャー）※TBS版
- オフサイド7（囚人〈ウィリアム・ホールデン〉）
- マッドストーン（ガマ〈ヒュー・キース・バーン〉）
- エレファント・マン（ウォディントンの領主）
- アニー（フラック）
- アガサ 愛の失踪事件

1983年　
- 大列車強盗（バーロウ、ポーター4、警官）
- ラ・ブーム（ラウルの父）
- ダーティハリー3
- ガントレット（バス運転手）
- 007/私を愛したスパイ（サンドア）※TBS旧録版
- ミッドウェイ（友永丈市〈サブ・シモノ〉）※テレビ朝日版
- 無防備都市 ※テレビ朝日版
- クリスタル殺人事件（少佐〈エリック・ドッドソン〉）
- ロッキー（スパイダー・リコ）※TBS版
- U・ボート（アリオ）※フジテレビ版
- ザ・カンニング IQ=0（トーゴの父）
- アルカトラズからの脱出
- オール・ザット・ジャズ（ラリー・ゴールディ〈デヴィッド・マーギュリーズ〉、ゲリー医師）※テレビ朝日版
- インターナショナル・ベルベット 緑園の天使 ※テレビ朝日版
- ジャッキー・チェンの必殺鉄指拳（おじさん）※TBS版

1984年
- カリブの嵐（プワスキ〈エイブリー・シュライバー〉）※テレビ朝日版
- 弾痕の掟/あるテロリストの死（デュヴァル）
- カリフォルニア・ドールズ（ジェローム）
- 9時から5時まで（ラッセル・ティンズウォージー〈スターリング・ヘイドン〉）
- タワーリング・インフェルノ（キャラハン）※日本テレビ版
- 続・荒野の1ドル銀貨（ジェレミア）※テレビ東京版

1985年
- ネバーセイ・ネバーアゲイン（リッペ〈パット・ローチ〉、アンブローズ）※フジテレビ版
- 48時間（バーテンダー〈ピーター・ジェイソン〉）※日本テレビ旧録版
- 勇気ある追跡（エメット・クインシー〈ジェレミー・スレート〉、ボブ）※テレビ朝日版

1986年
- SF/ボディ・スナッチャー（スタン）
- ジャッキー・チェンの醒拳（地鬼）※劇場公開版
- キャノンボール2（アーノルド〈リチャード・キール〉）
- ダーティハリー4（ホレース・キング）※TBS版
- ロマンシング・ストーン 秘宝の谷（グローガン）※日本テレビ版

1987年
- プロジェクトA
- エアポート'77/バミューダからの脱出（ラルフ・クロフォード、救助隊員）※テレビ朝日版
- 家族の肖像 ※日本テレビ版
- 007/リビング・デイライツ（看守）※ANA機内上映版
- 真夜中の処刑ゲーム（ロージー）
- ロッキー3（サンダーリップス〈ハルク・ホーガン〉）※TBS版
- シンドバッド虎の目大冒険（マルーフ）※ソフト版
- ランボー/怒りの脱出（刑務官）※日本テレビ版

1988年
- 悪魔の毒々おばあちゃん（フレッド）
- エイリアン2（リッコ・フロスト〈リッコ・ロス〉）※TBS版
- グーニーズ（スロース〈ジョン・マトゥザック〉、警官〈リチャード・ドナー〉）※TBS版
- バンデットQ（ウィンストン〈ピーター・ヴォーン〉）
- ハリーとヘンダスン一家（ビラース）※ソフト版
- イヤー・オブ・ザ・ドラゴン（アンジェロ・リッツォ〈レナード・テルモ〉）
- ポリスアカデミー5 マイアミ特別勤務（モーゼス・ハイタワー〈ババ・スミス〉）※ソフト版

1989年
- 激突! ※日本テレビ版
- チャイニーズ・ゴースト・ストーリー（大魔王）※ソフト版
- バック・トゥ・ザ・フューチャー（オーティス・ピーボディ〈ウィル・ヘア〉、教師〈ヒューイ・ルイス〉）※テレビ朝日版
- ポリスアカデミー6 バトルロイヤル（モーゼス・ハイタワー〈ババ・スミス〉）※ソフト版
- ギャラクシー・オブ・テラー/恐怖の惑星（キュオド〈シド・ヘイグ〉）
- キング・オブ・デストロイヤー/コナンPART2（ボンバータ〈ウィルト・チェンバレン〉）※テレビ朝日版
- 大狂乱（ハリー〈ジュード・ファレス〉）
- ニンジャII/修羅ノ章（ジョー〈ジョン・ラモッタ〉）

1990年
- 愛と欲望の街/上海セレナーデ（サモ・ハン・キンポー）
- ノー・マーシィ/非情の愛（ホール警部補〈ブルース・マッギル〉）
- ダーククリスタル ※フジテレビ版
- ダイ・ハード（テロリスト、ジェームズ）※テレビ朝日版
- クライシス2050（フレディ〈ポール・ウィリアムズ〉）※劇場公開版
- バトルランナー（ダイナモ）※テレビ朝日版

1991年
- プレデター2（プレデター〈ケヴィン・ピーター・ホール〉）※ソフト版
- キャノンズ（フォン・メッツ〈ロバート・プロスキー〉）
- 地獄のバスターズ（ヴェロニク〈マイケル・コンスタンタン〉）※テレビ東京版
- プロブレム・チャイルド/うわさの問題児（マーティン・ベック〈マイケル・リチャーズ〉）
- プレシディオの男たち（ガーフィールド軍曹）※フジテレビ版
- オーバー・ザ・トップ（ボブ・“ブル”・ハーリー〈リック・ザムウォルト〉）※TBS版
- ハートに火をつけて（ウォーカー）※劇場公開版
- ドラグネット 正義一直線（エミール・マッズ〈ジャック・オハローラン〉）
- マスク (1985年の映画)（ドーザー、病院長）※日本テレビ版
- ロビン・フッド（アジーム〈モーガン・フリーマン〉）※ソフト版
- カラーズ 天使の消えた街（ロケット〈ドン・チードル〉）
- K2/愛と友情のザイル（ダラス・ウルフ）
- ジョー、満月の島へ行く（マーシャル〈オジー・デイヴィス〉）
- 摩天楼はバラ色に（ドナルド・ダヴェンポート〈フレッド・グウィン〉）※フジテレビ版

1992年
- キングコング ※日本テレビ版
- リコシェ/炎の銃弾（ファリス市会議員、RC）※VHS版
- フロント・ページ（ドラゴン）
- ウェドロック（エメラルド）※VHS版
- フィールド・オブ・ドリームス（チック・ギャンディル〈アート・ラフルー〉）※日本テレビ版
- 遥かなる大地へ（コルム・ドネリー）
- 無名家族/復讐の狼たち（タオ〈シン・フイオン〉）
- 南部の唄（ブレア・ベア）※BVHE版
- フライング・キッズ（ブルース・ライアン）
- ダイ・ハード2（グラント少佐〈ジョン・エイモス〉）※フジテレビ版
- スーパーコップ90（アイラ・ローゼンバーグ〈クリス・マルケイ〉、ルディ）※テレビ東京版

1993年
- 超時空兵団APEX（テイラー）
- ハネムーン・イン・ベガス（ジョニー・サンドウィッチ）
- 灼熱の女（クレイ・レイノルズ〈リチャード・メイサー〉）
- ポルターガイスト（ベン・タットヒル〈マイケル・マクマナス〉、ジェフ・ショウ）※TBS版
- ミュータント・タートルズ（スターンズ署長〈レイモンド・セラー〉）※フジテレビ版
- ワンス・アポン・ア・タイム・イン・アメリカ（アイエロ〈ダニー・アイエロ〉）※VHS版

1994年
- クロコダイル・ダンディー（ドンク）※テレビ朝日版
- メン・オブ・ウォー（ブレイズ〈タイニー・リスター・Jr.〉）

1995年
- エド・ウッド（トー・ジョンソン〈ジョージ・スティール〉）
- リーサル・ウェポン3（タイロン〈グレゴリー・ミラー〉）※テレビ朝日版

1996年
- モータル・コンバット（ゴロー）※ケイエスエス版
- パワーレンジャー・映画版（ゼッド卿〈ロバート・アクセルロッド〉）
- ゲット・ショーティ（ボー・ギャトレット〈デルロイ・リンドー〉）
- フリッパー（バック〈アイザック・ヘイズ〉）
- シャドーチェイサー/地獄の殺戮アンドロイド（ロミュラス〈フランク・ザカリーノ〉）
- ザ・シークレット・サービス（マット・ワイルダー〈グレッグ・アラン＝ウィリアムス〉）※テレビ朝日版
- マスク (1994年の映画)（フリーズ〈レグ・E・キャシー〉）※日本テレビ版

1997年
- スペース・ジャム（ヨセミテ・サム）
- バットマン & ロビン Mr.フリーズの逆襲（ベイン）※ソフト版

1998年
- フラバー（ウェッソン〈テッド・レヴィン〉）
- ゴーストバスターズ2（ヴィーゴ）※テレビ朝日版
- ラストマン・スタンディング（ジャッコ）※テレビ朝日版

1999年
- スモール・ソルジャーズ（ブリック・バズーカ〈ジョージ・ケネディ〉）※VHS版
- ブロークン・ハイウェイ（ザック・エメリー〈ジェイ・O・サンダース〉）
- ヴァイラス（生命体ゴライアス、船長）※ソフト版

2000年
- ジャンヌ・ダルク（ラ・イル）※ソフト版
- パトリオット（オッカム）※ソフト版

2001年
- メン・イン・ブラック（アルキリア星人〈カレル・ストルイケン〉）※日本テレビ版

2002年
- グリーンマイル（アーレン〈グラハム・グリーン〉）※フジテレビ版

2003年
- マイ・ビューティフル・ジョー（ジョー〈ビリー・コノリー〉）
- ワイルド・スピードX2（ビルキンス捜査官〈トム・バリー〉）※ソフト版

2004年
- ヴァン・ヘルシング（ハイド氏〈ロビー・コルトレーン〉）※ソフト版
- ルーニー・テューンズ:バック・イン・アクション（ヨセミテ・サム）
- 60セカンズ（スフィンクス〈ヴィニー・ジョーンズ〉）※日本テレビ版
- BIONICLE -マスク・オブ・ライト- ザ・ムービー（マクータ）

2005年
- ハムナプトラ2/黄金のピラミッド（スコーピオン・キング〈ドウェイン・ジョンソン〉）※テレビ朝日版
- スター・ウォーズ/イウォーク・アドベンチャー 決戦!エンドアの森（テラク〈カレル・ストルイケン〉）※DVD版

2006年
- スネーク・アイズ（リンカーン・タイラー〈スタン・ショウ〉）※ソフト版
- ダ・ヴィンチ・コード（ジェローム・コレ警部）※ソフト版

2007年
- ロッキー・ザ・ファイナル（スパイダー・リコ）
- ドクター・ドリトル2（ジョゼフ・ポッター〈ジェフリー・ジョーンズ〉）※テレビ朝日版

2009年
- トランスフォーマー/リベンジ（サウンドウェーブ〈フランク・ウェルカー〉）

2010年
- デビル・ハザード（ウェスリー〈ロン・パールマン〉）
- かいじゅうたちのいるところ（アイラ〈フォレスト・ウィテカー〉）

時期不明
- アマゾネス対ドラゴン（カニクラ）
- 黄金作戦 追いつ追われつ（マウンテン・オックス〈マイク・マズルキ〉）
- 恋の魔術にかかったとき（リー）
- 最前線物語
- ジェリコ・マイル/獄中のランナー（ルビオ〈ミゲル・ピニェロ〉）
- ジャックと豆の木伝説（リチャード・リーチ〈リチャード・モール〉）
- 少林寺への道（マンセイ隊長）
- 大都会の青春（ドナルド・アンバー）
- 大陸横断超特急（リース〈リチャード・キール〉）※LD版
- 007/リビング・デイライツ（看守〈ケン・シャロック〉）※機内上映版1
- デス・レース2000年（ハロルド）
- バイオニクル2 メトロ・ヌイの伝説（マクータ）
- ビリー・ホリデイ物語/奇妙な果実（ホーク〈ロバート・ゴーディ〉）
- フランケンシュタイン/禁断の時空（モンスター）
- ロボコップ2（ロボコップ）※機内上映版

#### ドラマ
- 悪魔の異形 #2（バジル、ルチアーノ・ロッシ）、#6（ピーター・メルカド〈デヴィッド・ヒーリー〉）
- アメリカン・ヒーロー #40（イソロク・カワナミ）
- 宇宙船レッド・ドワーフ号（スペースギャング〈ドン・ヘンダーソン〉）
- X-ファイル（レオ・ブロデューア刑務所長〈J・T・ウォルシュ〉）※ソフト版
- 俺がハマーだ!
  - シーズン1 #18（医師〈アラン・ブルーメンフェルド〉）
  - シーズン2 #16（ジョー・ナカニシ）
- 俺たち賞金稼ぎ!!フォール・ガイ シーズン2 #10（モーガン）
- キャプテンパワー（マイケル・"タンク"・エリス〈スヴェン＝オーレ・トールセン〉、オーバー・マインド）
- 恐竜家族（スパイク〈初代〉、スワンプ・モンスター）
- 刑事コジャック
- ケインとアベル（アルフォンス）
- シドニー・シェルダンの明日があるなら（ブラニガン所長〈レイン・スミス〉、アル、ミラー警部）※テレビ東京版
- ジム・ヘンソンのファンタジー・ワールド（レオン）
- シャーロック・ホームズの冒険 もう一つの顔（ラスカー）
- 主任警部モース
- 私立探偵マグナム シーズン1 #4（ボクサー）
- 白バイ野郎ジョン&パンチ（ジーン・フリッツ〈ルー・サンダース〉[125]）
- 新アウターリミッツ シーズン1 #10（フレッチャー巡査）
- 新・刑事コロンボ 汚れた超能力（検死官）
- スタートレック:ヴォイジャー（コーラー艦長〈予言の子〉）
- スタートレック:ディープ・スペース・ナイン（カルヴィン・ハドソン少佐）
- 0011ナポレオン・ソロ2（J.B.〈ジョージ・レーゼンビー〉）
- 地上最強の美女たち!チャーリーズ・エンジェル
- チャームド 〜魔女3姉妹〜
- 超音速攻撃ヘリ エアーウルフ シーズン3 #6（映画監督）
- ツイン・ピークス（ハンク・ジェニングス〈クリス・マルケイ〉）
- 特捜刑事マイアミ・バイス
  - シーズン1 #4（ライナス・オリヴァー）
  - シーズン2 #1（ミゲル・レビヤ〈ルイス・ガスマン〉）、#2（ダビロ、オーフィル・リヴェラ）、#5（クラブの従業員）、#15（オカマ）
  - シーズン3 #4（ジョン・ルーガー〈ロン・パールマン〉）、#14（ラモン）
- 特攻野郎Aチーム
  - シーズン1 #3（ジャックハマー・ジャクソン〈ケン・ノートン〉）、#11（ピート・ストックトン〈ノーブル・ウィリンガム〉）
  - シーズン2 #6（ディーク・ビリングス）
  - シーズン3 #21（カウボーイ・ビリー・ボブ）
  - シーズン4 #3（デヴィッド・プラウト〈ブライオン・ジェームズ〉）、#9（テイラー）
- ナイトライダー
  - シーズン1 #7（シェップ）
  - シーズン2 #21（バンス・バーク〈マイケル・ライダー〉）
  - シーズン3 #10（ライルス〈ニコラス・ワース〉）、#20（ローレイ〈ジャック・オハーロラン〉）
  - シーズン4 #1（ハウアー〈ニコラス・ワース〉）
- ナルニア国物語（ビーバーの旦那さん）
- ファミリータイズ シーズン3 #14（ガレージセールに来た客〈アラン・ブルーメンフェルド〉）
- ヤングライダーズ シーズン1 #7（ゲイブ・コールダー〈M・C・ゲイニー〉）
- ロボコップ（パドフェイス・モーガン）※ソフト版

#### アニメ
- アイアン・ジャイアント（アイアン・ジャイアント[126]）
- アイアンマン（ハルク）
- アラジンの大冒険（ドミナス・タスク）
- X-MEN（テレビ東京版）（ビショップ）
- キャッツ&カンパニー
- ギャラクシー・ハイスクール（ビーフ）
- クワック・パック（ビーフジャーキー）
- ザ・シンプソンズ（ロイ・スナイダー判事〈代役〉、アーレン・ビターバック〈グラハム・グリーン〉）
- ジャングル・ブック（バルー[127]）※ブエナビスタ版
- ジャングル・ブック2（バルー[128]）
- スター・ウォーズ ドロイドの大冒険（クレブ・ゼロック）※VHS版
- スパイダーマン（警官）※テレビ東京版
- セントラルパークの妖精 スタンリーのゆかいな冒険
- ターザン
- 地上最強のエキスパートチーム G.I.ジョー ザ・ムービー（ロードブロック、デストロ）
- チップとデールの大作戦（クク）※新吹き替え版
- テイルスピン（バルー）
- とび★うおーず（シャーク）
- トムとジェリーキッズ（原始人、ビッグ・チージー）
- トムとジェリー 火星へ行く（ブリストル司令官）
- トレジャー・プラネット（アロー）
- バグズ・ライフ（ディム）
- パパはグーフィー
- ファインディング・ニモ（ブルース）
- ヘラクレス（サイクロプス）
- ホーム・オン・ザ・レンジ にぎやか農場を救え!（ジュニア、モールス）
- ミッキーの悪いやつには負けないぞ!（チェルナボーグ）
- ミッキーマウスとドナルドダック（プルート、ピート、ナレーション）
- ミュータント タートルズ（レザーヘッド）
- ライオンキングのティモンとプンバァ（グリズリーベア）
- ラマだった王様 学校へ行こう!（防犯キャム）
- リトル・マーメイド（乗組員）
- リトル・マーメイド (テレビアニメ)（シャーガ皇帝）
- ルイスと未来泥棒（スミス会長）
- ルーニー・テューンズ（ヨセミテ・サム〈初代〉）
  - シルベスター&トゥイーティー ミステリー
  - トゥイーティーのフライング・アドベンチャー 80日間世界一周大冒険

#### 人形劇
- きかんしゃトーマス（ディーゼル、床屋の主人、意地悪なブレーキ車、ジェム・コール〈2代目〉、バルジー）※フジテレビ版
- フラグルロック

### 特撮
1985年
- 地球防衛軍テラホークス（スポリラの声）

1992年
- ガンヘッド（ナレーション、ガンヘッド音声〈ランディー・レイス〉） - TBS版

1996年
- 激走戦隊カーレンジャー（エレキンタの声）
- 超光戦士シャンゼリオン（ホウジンキの声）

1997年
- ビーロボカブタック（キャプテントンボーグの声）
- ビーロボカブタック クリスマス大決戦!!（キャプテントンボーグ）

1999年
- ウルトラマンティガ・ウルトラマンダイナ&ウルトラマンガイア 超時空の大決戦（巨大異形獣サタンビゾーの声）
- 救急戦隊ゴーゴーファイブ（ナレーション）
- ブースカ! ブースカ!!（池の声）

2001年
- ウルトラマンコスモス THE FIRST CONTACT（宇宙忍者バルタン星人ベージカルバージョンの声）
- てれびっこウルトラヒーローシリーズ/ウルトラマン（宇宙忍者バルタン星人の声、宇宙恐竜ゼットンの声）

2002年
- ウルトラマンコスモス2 THE BLUE PLANET（異形生命体サンドロスの声）
- ウルトラセブン誕生35周年“EVOLUTION”5部作（反重力宇宙人ゴドラ星人の声、第5話の医師の一人の声）
- 百獣戦隊ガオレンジャー（センキの声）
- 忍風戦隊ハリケンジャー（チュウズーボの声）

2003年
- 忍風戦隊ハリケンジャーVSガオレンジャー（チュウズーボの声）

2006年
- ウルトラマンメビウス&ウルトラ兄弟（極悪宇宙人テンペラー星人の声）
- 轟轟戦隊ボウケンジャー（邪悪竜リンドムの声）
- 生物彗星WoO（ゲルノイドの声）

2007年
- ウルトラマンメビウス（暗黒四天王謀将・策謀宇宙人デスレムの声）

2008年
- ウルトラギャラクシー大怪獣バトル NEVER ENDING ODYSSEY（極悪宇宙人テンペラー星人〈RB〉の声）

2009年
- ウルトラマンメビウス外伝 ゴーストリバース（暗黒四天王謀将・策謀宇宙人デスレム〈G〉の声）
- 炎神戦隊ゴーオンジャー（ケッテイバンキの声）
- 侍戦隊シンケンジャー（オオツムジの声）
- トミカヒーロー レスキューファイアー（ドンカエンの声〈初代〉）

### 人形劇
- こどもにんぎょう劇場
  - 「わがままな大男」（大男）
  - 「長くつ下のピッピ」
  - 「チワンの錦」

### ラジオドラマ
- エメラルドドラゴン（ホスロウ）
- カオシックルーン（六反田シグマ）
- 9S（亜門）
- 昔むかしのあるところ（「地獄から戻った男」より閻魔大王）
- 悠幻の学び舎〜いもうと学園〜!（理事長）

### デジタルコミック
- ルパン三世 D2 MANGA（1997年、次元大介）

### CD
- アークザラッドII 炎のエルク（黒服の男）
- インフェリウス惑星戦史外伝 CONDITION GREEN（ゲルハルト）
- EREMENTAR GERAD ドラマCD第1巻（お頭〈キンバルト〉）
- オーディオRPG 超龍戦記ザウロスナイト（吹雪の番人、ギルダンテ）
- カオシックルーン（六反田シグマ）
- キン肉マン 超人大全集（CD）※セリフのみ
  - 虹色の騎士（ロビンマスクのテーマ）（ロビンマスク）
  - 阿修羅地獄（アシュラマンのテーマ）（アシュラマン）
  - バミューダミステリー（ブラックホールのテーマ）（ブラックホール）
- 魁!!クロマティ高校 特別編（ナレーション）
- CDシアター ドラゴンクエストシリーズ（悪魔の騎士、サマンオサ王、クレイン）
- CDドラマコレクションズ 三國志（董卓仲頴）
- 集英社カセットコミックシリーズ 魁!!男塾 天挑五輪大武會編（ネスコンス）※カセット
- ストリートファイターII 復讐の戦士（バイソン）
- ゼルダの伝説サウンド・ドラマ「二人の序章」（アルフォン）
- 戦国無双 百花響演（ナレーション[130]）
- DARK EDGE はじまりの予鈴（校長）
- ツインビーPARADISE（ボリチョフ団長）
- テイルズ オブ ファンタジア ANTHOLOGY.1（ドク）
- 吸血鬼ハンターDシリーズ
  - 吸血鬼ハンター 風立ちてD（声）
  - 吸血鬼ハンター D-妖殺行（マシラ）
- Vジャンプラネット 史上最大の歌合戦（キャッシャー大徳）
- 魔神英雄伝ワタル3 ぼくの虎王 第一章 約束のリンク（六道魔人）
- ろくでなしBLUES CDブック（近藤真彦）

### ナレーション
- ウォンテッド!!（フジテレビ）
- 走れ!!しあわせ建設（フジテレビ）
- 中村雅俊のゼッタイ!知りたがり（フジテレビ）
- トリビアの泉 〜素晴らしきムダ知識〜「牛乳を温めたとき表面に膜ができることを『ラムスデン現象』という」（フジテレビ）
- ハッピーバースデー!（1999年、フジテレビ）
- 死化粧師オロスコ（2000年、釣崎清隆監督、ドキュメンタリー）
- NHK高校講座 化学（2004年 - 2008年、NHK教育）
- NNNきょうの出来事（日本テレビ）
- NNNニュースプラス1（日本テレビ）
- FNNスーパーニュース（フジテレビ） - 特集コーナー ※不定期
- おはよう!ナイスデイ（フジテレビ）
- 情報プレゼンター とくダネ!（フジテレビ）
- 近未来×予測テレビ ジキル&ハイド（朝日放送） - 「ハイド」部分 ※特番時代に担当
- クイズプレゼンバラエティー Qさま!!（テレビ朝日） - 「ニセモノのヤンキーは誰?」のコーナー ※不定期
- 激録!全国警察24時（テレビ朝日）
- ココリコA級伝説（テレビ朝日）
- The・サンデー（日本テレビ）
- サタスペ!「スクープ決定的瞬間!事件の現場マル秘潜入スペシャル」（2009年8月29日、テレビ朝日）
- さまぁ〜ずと優香の怪しい××貸しちゃうのかよ!!（テレビ朝日）
- 超次元タイムボンバー（テレビ朝日）
- 事件の最前線・直撃24時（テレビ朝日）
- スーパーナイト（フジテレビ）
- スーパーモーニング（テレビ朝日）
- スーパーJチャンネル（テレビ朝日）
- 全ては現場で起こった!全国美人アナ総出演二度と撮れない超A級スクープ映像大賞（TBS）
- スマートモンスターズ（テレビ朝日）
- 世界超密着TV!ワレワレハ地球人ダ!!（フジテレビ）
- ソロモン流（テレビ東京、オープニングのみ）
- ダウンタウンのガキの使いやあらへんで!!（日本テレビ）
  - 絶対に笑ってはいけない新聞社24時（日本テレビ） - 大帝国劇場25周年記念舞台・舞台版『スターウォーズ』帝国の復讐のナレーション
- 徳光和夫の感動再会"逢いたい"（TBS）
- 徳光和夫の情報スピリッツ（テレビ東京）
- 開運!なんでも鑑定団（テレビ東京） - 銀河万丈の代役
- ドラゴン&ボールアワー（TBS）
- 謎を解け!まさかのミステリー（日本テレビ）※一度スタジオ観覧で顔出し出演したこともある
- バラエティーニュース キミハ・ブレイク（TBS）
- ビートたけしのTVタックル（テレビ朝日）
- ビートたけしの!こんなはずでは!!（テレビ朝日）
- 姫TV（テレビ朝日） - 「郷里ちゃんです」と顔出しリポーターも担当
- 報道特集（TBS）
- 女神の天秤（TBS）
- まもなく!アナタの名字SHOW（2009年9月17日、読売テレビ） - 再現VTRのボイスオーバーも担当
- めっけMON!（TBS）
- リンカーン（TBS） - 運試し温泉ツアー
- 未来教授サワムラZ（フジテレビ）
- ビートたけしの禁断の大暴露!!超常現象(秘)Xファイル（テレビ朝日）
- BSマンガ夜話（NHK・BS2）

### テレビドラマ
- のんのんばあとオレ（1992年、NHK） - 油すましの声
- 金田一少年の事件簿「蝋人形城殺人事件」（1995年、日本テレビ） - Mr.レッドラムの声
- リンコ（1997年、NHK）
- 小市民ケーン（1999年、フジテレビ） - 新番組予告ナレーション

### 映画
- 母べえ（2008年、松竹）

### バラエティ
- あいうえお（NHK教育） - 天狗どん、うえおくん
- 快感MAP（テレビ朝日）
- サラリーマンNEO（NHK）
- マテマティカ2（NHK教育） - イッシー人の一人、石井

### ドキュメンタリー
- 映像の世紀（マーティン・ルーサー・キング・ジュニア、ドイツ皇帝、アメリカ国務省、労働者、ニューズウィーク誌の意見、陳情書の意見）

### 教養番組
- 日立 世界・ふしぎ発見!（外国人インタビューのボイスオーバー）
- 週刊こどもニュース（声の出演）
- 美の巨人たち（ボイスオーバー）
- 日経スペシャル ガイアの夜明け（ボイスオーバー）

### CMナレーション
- メットライフ生命保険
- オートバックス（2000年）
- 機動戦士Ζガンダム メモリアルボックス（バスク・オム）
- エレクトロニック・アーツ「メダル・オブ・オナー ライジングサン」
- 徳間書店「ゴーストバスターズ」
- バンダイ
  - 超獣戦隊ライブマン「DX超合金 超獣合体ライブロボ」
  - ウルトラマン Fighting Evolution 2
  - PDウルトラマンインベーダー
  - ビーロボカブタック「スーパーチェンジシリーズ」、「キャプテントンボーグセットプレゼント」
  - モービルタウン（おじいちゃんの声、しんたろうくんの声）
- 不二家 「バトラーの聖剣」
- ナガサキヤ 「謎のジパング伝説」
- 久光製薬 ブテナロック（2008年、2009年）
- 本田技研工業・オデッセイ 「フィッシング」篇（1998年12月）
- 日本マクドナルド
  - グラタンコロッケバーガー（1998年）
  - ハッピーセット「ハローキティ」（2001年）
- サムスン（2003年）
- ジョンソン「カビキラー」
- セントラルファイナンス
- ドミノピザ「ドミノシアター」
- トヨタ自動車「アリスト」（2代目）
- トヨタ自動車「bB」
- 任天堂「メトロイドプライム ピンボール」
- はごろもフーズ「ポポロ」
- ハドソン「ソルジャーブレイド」
- バンダイナムコゲームス「鉄拳6」
- ヒューマン「ザ・コンビニ2」（2001年）
- ブギーマン（2005年版）
- 木曜洋画劇場（不定期ナレーション）
- トゥーン・ディズニー（現ディズニーXD）（JETIXのナレーション）
- ドメスト（ばい菌の親玉）
- ケロッグ「コンボ」（キングコンボ）
- メサイヤ「エルディス」
- やのまん「フェーダ・リメイク! エンブレム・オブ・ジャスティス」
- ロート製薬 ロートこどもソフト（「ドラゴンボールZ」タイアップ時）（牛魔王）
- 放送番組センターCM
  - 「省エネ」編（TVの声）
  - 「声かけあって省エネルギー・経済速度で安全運転」編（エネゴンの声）
  - 「こまめにやっていますか・声かけあって省エネルギー」編（お父さんの声）
  - 「声かけあって省エネルギー・くらしの中で考えよう！」編（老人の声）
- NEXCO 「マンモシ博士の冬の高速道路講座」（マンモシ博士の声、2006年 - 2010年）

### その他コンテンツ
- オーディオ・シアター・浅見光彦殺人事件（天河伝説殺人事件の同時上映の朗読劇）
- GACKT VISUALIVE ARENA TOUR 2009 「REQUIEM ET REMINISCENCE II」
- キャプテンスティック（キャプテン・トンボーグ）
- サウンドロップコンパクト キン肉マン（ロビンマスク、アシュラマン）
- 魁!!クロマティ高校 THE★MOVIE（ナレーション）※DVD・メイキング映像
- サクラ大戦歌謡ショウ「新・青い鳥」（太田斧彦）
- サクラ大戦歌謡ショウ ファイナル公演「新・愛ゆえに」（太田斧彦）
- 宇宙猿人ゴリの映像特典（パイロットフィルムのナレーション、1994年新録）
- ぷよぷよ の〜てんSPECIAL（ぞう大魔王）
- 星新一ショートショート（声の出演）
- ロジャーラビットのカートゥーンスピン（ボンゴ・ザ・ゴリラ）
- ロマントピア藤原京'95 カプコンパビリオン ストリートファイターII〜よみがえる藤原京〜（エドモンド本田）
- シアターがらくた「木場の仙太郎」（舞台、作・演出 緒方賢一、1985年6月）
- 画ニメ天野喜孝 鳥の歌（少女の父）